# Conus voluminalis
Conus voluminalis е вид охлюв от семейство Conidae. Видът не е застрашен от изчезване.

## Разпространение и местообитание
Разпространен е в Австралия (Западна Австралия и Северна територия), Бангладеш, Бруней, Виетнам, Източен Тимор, Индия, Индонезия, Камбоджа, Китай (Гуандун, Гуанси, Джъдзян, Дзянсу, Фудзиен и Хайнан), Малайзия, Малдиви, Мианмар, Остров Рождество, Папуа Нова Гвинея, Провинции в КНР, Сингапур, Соломонови острови, Тайван, Тайланд, Филипини, Шри Ланка и Япония (Рюкю).
Обитава крайбрежията на морета.